# Samia Serageldin
Pour les articles homonymes, voir Serageldin.
Samia Serageldin, née en  1952, est une femme de lettres, enseignante, et critique littéraire américano-égyptienne. Elle a utilisé la liberté de la fiction pour explorer de façon presque intime l'histoire de l’Égypte, la relation difficile entre l’Égypte et l'Occident, et sa nostalgie de ce pays, en tant qu'expatriée.

## Biographie
Elle est née au Caire peu avant la  révolution de 1952 au sein d’une famille bien connue de la bourgeoise cairote,  impliquée dans la vie politique égyptienne.  Son oncle, notamment, Fouad Serageldin,  est plusieurs fois ministre, notamment de l'Intérieur et des Finances,  et sénateur sous le règne du roi Farouk. Il est aussi secrétaire général du Wafd,   parti  laïque,  libéral, pour l’indépendance et opposé à l’occupation britannique. Le parti Wafd est dans l’opposition puis au pouvoir à la suite des élections de 1924, écarté  ensuite, puis rappelé à nouveau par le roi. En 1952, le mouvement des officiers libres renverse la monarchie et Nasser prend les rênes. Marquant la rupture avec l’ancienne opposition, il interdit le Wafd. Fouad Serageldin est arrêté, jugé, condamné à 15 ans de prison,  puis libéré et placé en résidence surveillée dans une belle demeure du quartier  Garden City,. Sa famille est dépossédée de ses biens.
Samia Serageldin se marie et déménage à Londres à l'âge de 20 ans avec son mari. Elle obtient un master en sciences politiques à l'université de Londres.  Durant deux courtes années, elle est de retour en Égypte, à la fin des années 1970, où son oncle, Fouad Serageldin, participe à la renaissance du Wafd, autorisée par Anouar el-Sadate. Elle s’installe ensuite aux États-Unis en 1980, au Michigan, au Massachusetts puis en Caroline du Nord. Elle enseigne à l’université Duke ,.
En 2000, elle publie un roman, La Maison du Caire. Ce faisant, elle choisit la fiction pour raconter, à travers une maison (qui ressemble à la demeure du quartier  Garden City) et ses occupants, l’histoire politique de l’Egypte au XXe siècle, et de façon concomitante, l’histoire de sa propre famille, avec quelques libertés (l’œuvre est traduite en 2006 en français par Rose-Marie Makino-Fayolle, et publiée par Payot & Rivages),. Ce roman est aussi une réflexion d’une expatriée sur la société égyptienne, et les influences orientales et occidentales sur ce pays, ainsi que sur son propre écartèlement entre deux pays, l’Égypte et les États-Unis. L'expatriation est un phénomène récent pour les Égyptiens, touchant la catégorie la plus instruite de la population, et qui commence dans la deuxième partie du XXe siècle , contrairement par exemple aux Syriens et Libanais, installés en Amérique du Nord et en Amérique du Sud depuis le début du siècle, avec des écrivains importants comme Gibran Khalil Gibran, Elia Abu Madi, ou encore Mikhail Naimy.
En 2008, un nouveau roman, The Naqib’s Daughter, prend comme point de départ la Campagne d'Égypte du général Bonaparte, mais s'interroge aussi sur l’éclairage que l’histoire peut apporter à l’actualité, notamment l’invasion de l’Irak par les occidentaux. Le récit explore cette incompréhension mutuelle, et ce mélange de fascination et de répulsion qu’éprouve l’Egypte envers l’Occident, ainsi que le caractère impérialiste des politiques occidentales, même lorsqu'elles évoquent de grands idéaux pour justifier leurs interventions. L’œuvre intègre enfin des faits historiques, des histoires d'amour, de fidélité et de trahison, et suit plus particulièrement deux personnages féminins,,.
En 2009, elle publie Love is Like Water and Other Stories, un recueil de 13 nouvelles reliées par un personnage féminin, Nadia, qui est née et a grandi en Égypte, a été instruit en Angleterre, et a immigré aux États-Unis. 